# La notte del giudizio (serie di film)
La notte del giudizio (in inglese The Purge) è una serie cinematografica di genere horror-thriller-action, ambientata in un futuro distopico, scritta e diretta da James DeMonaco.
È composta da cinque film: La notte del giudizio (2013), Anarchia (2014), Election Year (2016), La prima notte del giudizio (2018), La notte del giudizio per sempre (2021) e la serie TV The Purge (2018-2019).
L'intera vicenda può essere considerata come un'ucronia distopica ambientata negli Stati Uniti d'America, in cui per una notte all'anno ogni crimine è reso legale.

## Premessa
Nel 2010, negli Stati Uniti il livello di criminalità era alle stelle, così come l'indice di disoccupazione e quello di povertà. Nel 2014, in seguito ad un massiccio crollo economico, che portò l'America nel caos, salì al governo un'organizzazione di persone nota come “Nuovi Padri Fondatori d'America” (New Founding Fathers of America, abbreviato in NFFA), che instaurò un regime totalitario. Per far fronte ai problemi della nazione, la NFFA si appellò al 28º emendamento della Costituzione e stabilì che ogni anno avrebbe avuto luogo un evento chiamato "Sfogo" (Purge in originale), in cui per un periodo di 12 ore, dalle 19 alle 7 del mattino seguente, tutti i servizi di pubblica sicurezza e di assistenza sanitaria sarebbero stati sospesi e qualsiasi crimine, incluso l'omicidio, sarebbe stato reso legale ed incoraggiato. Le uniche limitazioni avrebbero riguardato l'uso di armamenti di un certo tipo (come le armi atomiche) e l'immunità dei funzionari governativi di "livello 10". In questo modo le persone avrebbero sfogato l'aggressività in quell'unica notte, commettendovi i crimini che non potevano aver luogo durante il resto dell'anno, nel quale la NFFA avrebbe imposto sanzioni molto severe anche per i più piccoli gesti illeciti. Il primo esperimento di Sfogo venne attuato il 21 marzo 2017 nel borough newyorkese di Staten Island, mentre per la prima notte di Sfogo nazionale si dovette aspettare il 21 marzo 2018.
Lo Sfogo ha diminuito il tasso di criminalità, mentre quello di disoccupazione è sceso fino all'1% e l'economia si è rafforzata. Nonostante l'opinione pubblica creda che sia semplicemente un atto di catarsi, in realtà è un metodo per controllare la popolazione, poiché lo Sfogo elimina perlopiù i senzatetto, le persone più povere e generalmente i cittadini che rallentano o sono inutili allo sviluppo dell'economia del Paese.

## Film

### La notte del giudizio(2013)
In un benestante quartiere di Los Angeles è situata la casa della famiglia di James Sandin. Durante la notte dello Sfogo del 2022, la famiglia diventa bersaglio di una banda mascherata poiché aveva deciso di offrire ospitalità ad uno sconosciuto finito nel mirino degli stessi purificatori. Il capo della banda, postosi di fronte all'abitazione, si smaschera e, attraverso le telecamere di videosorveglianza che James aveva in precedenza collocato, minaccia di uccidere l'intera famiglia se non viene consegnato lo sconosciuto. Proprio quest'ultimo, però, nelle ore a seguire, aiuta i Sandin a sopravvivere alla banda di purificatori e anche alla furia dei vicini, che da tempo serbano rancore nei confronti della famiglia Sandin.

### Anarchia - La notte del giudizio(2014)
Durante lo Sfogo annuale del 2023, il sergente fuori servizio del dipartimento di polizia di Los Angeles Leo Barnes vuole approfittare dell'evento per vendicare la morte del figlio, ma ben presto si ritrova a proteggere una coppia, prossima alla separazione, la cui auto si guasta poco prima dell'inizio dello Sfogo. Inoltre, salverà anche una madre e una figlia, ricercate da una banda di sadici purificatori vogliosi di abusarne.
Nel frattempo, Dante Bishop si allea con Carmelo Johns, il leader di un gruppo di resistenza anti-Sfogo che hackera programmi televisivi per trasmettere i propri messaggi atti a sfidare il sistema, sostenendo che lo Sfogo non sia altro che un mezzo dello Stato per sterminare le persone più povere.

### La notte del giudizio - Election Year(2016)
Nel 2037 Leo Barnes è divenuto il capo della sicurezza del senatore statunitense e candidato alle elezioni presidenziali Charlie Roan la quale, memore del triste destino della sua famiglia (sterminata durante uno Sfogo), si propone di abrogare la legge che lo permette.
Nel tentativo di evitare che ciò accada, la NFFA revoca la regola che garantisce l'immunità ai funzionari governativi di "livello 10". Dopo un tradimento avvenuto all'interno dell'élite di sicurezza capitanata da Barnes, quest'ultimo deve proteggere la Roan contando solamente sulle proprie forze, per poi incontrarsi e formare un'alleanza con alcuni dei suoi sostenitori: due commercianti, una soccorritrice e una squadra di ribelli anti-Sfogo guidata da Dwayne Bishop, che ha assunto lo pseudonimo di Dante Bishop. Il gruppo è anche aiutato dalla famigerata banda dei Crips per evitare che una squadra di ideologie naziste devota alla NFFA li catturi, ma l'impresa non riesce. Nel frattempo, il ministro e rivale della Roan, Edwidge Owens, che è stato scelto come candidato dalla NFFA per mantenere lo status quo, conduce una cerimonia di purificazione in compagnia di alcuni simpatizzanti. Poco prima che la Roan venga sacrificata, Barnes e il team di Bishop uccidono gran parte dei purificatori costringendo i restanti alla fuga. La Roan trionfa successivamente alle elezioni, mentre il telegiornale trasmette la notizia che orde di rivoltosi in favore dello Sfogo reagiscono commettendo atti vandalici.

### La prima notte del giudizio(2018)
Si tratta di un prequel, uscito nelle sale statunitensi il 4 luglio 2018. Nel 2014 i Nuovi Padri Fondatori sono saliti al potere in America e nel 2017 viene proposto il primo esperimento sociale dello Sfogo per una notte a Staten Island. Il governo, per ricevere più consensi, promette di pagare 5000$ a chiunque partecipi all'esperimento restando all'interno dell'isola, e di aumentare la ricompensa per chi partecipasse attivamente, promettendo tanti più soldi quanto più è grave il crimine. Cominciano così ad iscriversi sempre più persone, soprattutto povere e bisognose di denaro, mentre un ristretto gruppo della comunità, compresa una giovane donna di nome Nya, tenta invano di fermare lo sfogo protestando per le strade.

### La notte del giudizio per sempre(2021)
Il quinto ed ultimo capitolo della saga, La notte del giudizio per sempre, era stato annunciato per il 2020, ma è stato posticipato al 9 luglio 2021 a causa della pandemia di COVID-19.
Otto anni dopo l'elezione presidenziale di Charley Roan, i Nuovi Padri Fondatori d'America hanno ripreso il controllo del governo degli Stati Uniti e ripristinato l'annuale "Sfogo" con le regole originali. La storia ruota attorno a Juan e Adela, una coppia di migranti che attraversa illegalmente il confine con il Texas per fuggire da un cartello della droga messicano. I due vogliono costruirsi una nuova vita grazie al lavoro di Juan, bracciante nel ranch della famiglia Tucker, e ad Adela che lavora vicino ad Austin, ma si vedranno coinvolti in un disperato tentativo di tornare verso i confini di casa quando si rendono conto che i civili continuano a celebrare l'Epurazione dopo la fine delle 12 ore previste.

## Serie televisiva

### The Purge(2018-2019)
Nel maggio 2017 viene ordinata una serie televisiva, che è stata trasmessa sulle reti Syfy e USA Network a partire dal 4 settembre 2018.
La serie si svolge nell'anno 2027, quindi tra gli eventi dei film Anarchia ed Election Year.
Nel maggio del 2020 viene annunciato che non verrà prodotta una terza stagione della serie.

## Cast e personaggi
| Personaggio             | Film                         | Film                | Film                 |
| Personaggio             | La notte del giudizio (2013) | Anarchia (2014)     | Election Year (2016) |
| ----------------------- | ---------------------------- | ------------------- | -------------------- |
| James Sandin            | Ethan Hawke                  |                     |                      |
| Mary Sandin             | Lena Headey                  |                     |                      |
| Zoey Sandin             | Adelaide Kane                |                     |                      |
| Charlie Sandin          | Max Burkholder               |                     |                      |
| Dwayne "The Stranger"   | Edwin Hodge                  | Edwin Hodge         | Edwin Hodge          |
| Leo Barnes              |                              | Frank Grillo        | Frank Grillo         |
| Eva Sanchez             |                              | Carmen Ejogo        |                      |
| Shane                   |                              | Zach Gilford        |                      |
| Liz                     |                              | Kiele Sanchez       |                      |
| Cali Sanchez            |                              | Zoë Soul            |                      |
| Carmelo                 |                              | Michael K. Williams |                      |
| Charlene "Charlie" Roan |                              |                     | Elizabeth Mitchell   |

## Accoglienza

### Incassi
| Film                        | Data di uscita italiana | Incassi      | Incassi    | Incassi         | Incassi      | Budget      | Note   |
| Film                        | Data di uscita italiana | Nord America | Italia     | Altri territori | Mondiale     | Budget      | Note   |
| --------------------------- | ----------------------- | ------------ | ---------- | --------------- | ------------ | ----------- | ------ |
| La notte del giudizio       | 1º agosto 2013          | $64.473.115  | €1.422.389 | $23.433.123     | $89.328.27   | $3 milioni  | [ 10 ] |
| Anarchia                    | 23 luglio 2014          | $71.962.800  | €2.759.787 | $37.205.778     | $110.602.999 | $9 milioni  | [ 11 ] |
| Election Year               | 28 luglio 2016          | $79.042.440  | €1.672.000 | $37.702.505     | $118.416.945 | $10 milioni | [ 12 ] |
| La prima notte del giudizio | 5 luglio 2018           | $68.463.460  | €1.525.087 | $58.600.000     | $127.063.460 | $13 milioni | [ 13 ] |
| Totale                      | Totale                  | $284.112.750 | €7.339.263 | $162.795.582    | $446.908.332 | $35 milioni | [ 14 ] |

### Critica
| Film                        | Rotten Tomatoes      | Metacritic         | CinemaScore |
| --------------------------- | -------------------- | ------------------ | ----------- |
| La notte del giudizio       | 38% (137 recensioni) | 41 (33 recensioni) | C           |
| Anarchia                    | 56% (122 recensioni) | 50 (32 recensioni) | B           |
| Election Year               | 53% (89 recensioni)  | 55 (28 recensioni) | B+          |
| La prima notte del giudizio | 54% (136 recensioni) | 54 (39 recensioni) | B-          |
| Serie televisiva            |                      |                    |             |
| The Purge                   | 22% (9 recensioni)   | 44 (6 recensioni)  | -           |